# Stefan Keppler-Tasaki

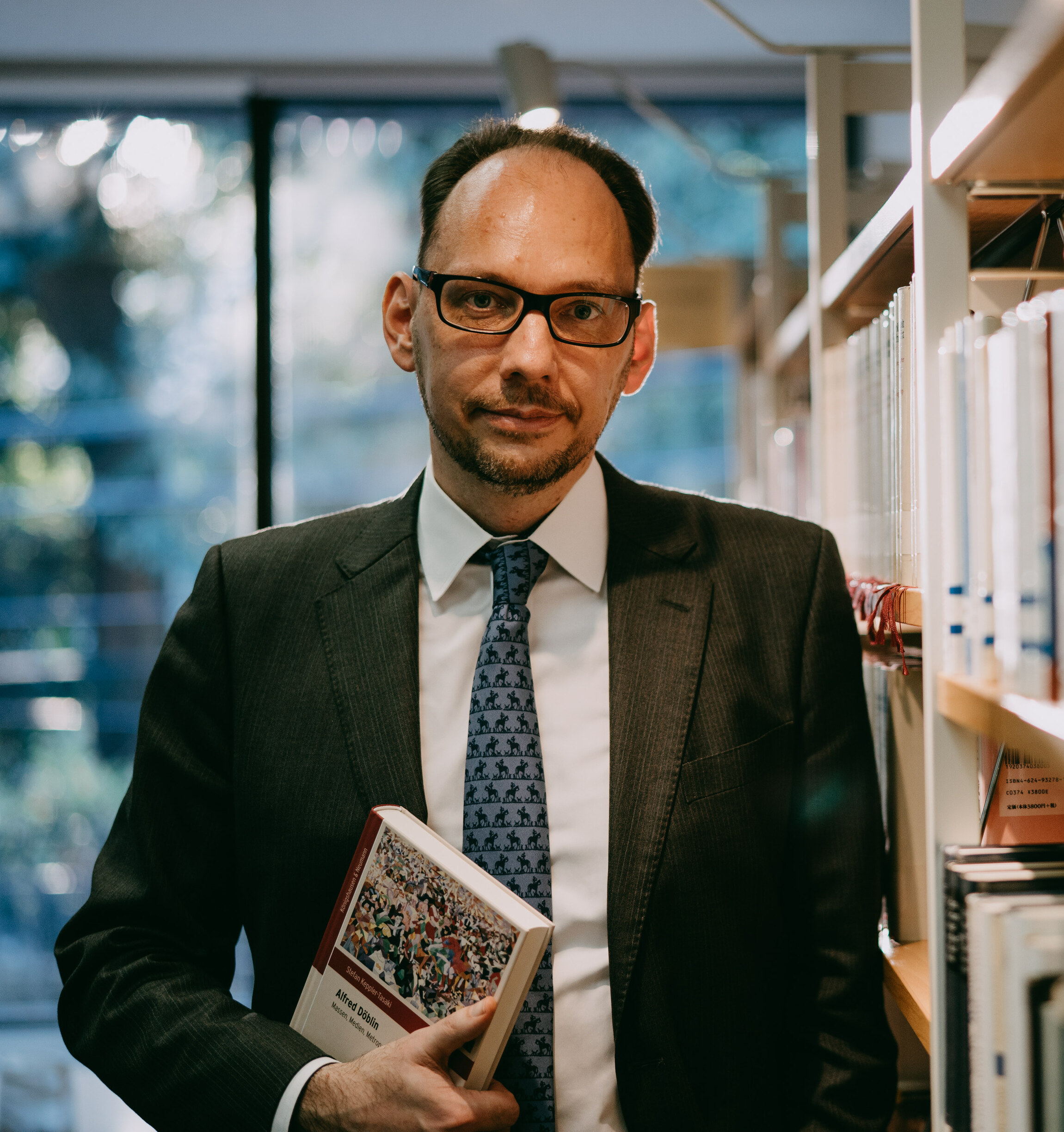
Stefan Keppler-Tasaki

Stefan Keppler-Tasaki (* 1973 in Wertheim) ist ein deutscher Literaturwissenschaftler. 

## Leben
Keppler-Tasaki studierte Germanistik, Soziologie und Politikwissenschaft an der Julius-Maximilians-Universität Würzburg und am Trinity College Dublin (Stipendiat der Studienstiftung des deutschen Volkes von 1993 bis 2002). Von 2002 bis 2005 war er Assistent für neuere deutsche Literatur an der Julius-Maximilians-Universität Würzburg und von 2005 bis 2008 an der FU Berlin sowie Juniorprofessor für neuere deutsche Literatur an der FU Berlin von 2008 bis 2012. Seit 2012 ist er Professor für moderne deutsche Literatur an der University of Tokyo, Graduate School of Humanities and Sociology / Faculty of Letters.
Von 2015 bis 2019 war er Einstein Visiting Fellow der Einstein Stiftung Berlin und 2019 Thomas Mann Fellow am Thomas-Mann-Haus in Pacific Palisades, Los Angeles.
Zu seinen Arbeitsschwerpunkten gehören die Goethe-Forschung, die Erforschung des deutschen Exils in Kalifornien und die Intermedialitätsforschung.

## Schriften (Auswahl)
- Als Herausgeber mit Matthias Bauer: Handbuch Literatur & Film. De Gruyter, Berlin 2024. ISBN 978-3110555240
- Wie Goethe Japaner wurde. Internationale Kulturdiplomatie und nationaler Identitätsdiskurs 1889–1989. Iudicium, München 2020. ISBN 978-3862056682
- Hans Heinrich Ehrler (1872–1951). Biografie eines Abendländers. Böhlau, Köln, Wien, Weimar 2018. ISBN 978-3412511074
- Alfred Döblin. Massen, Medien, Metropolen. Königshausen & Neumann, Würzburg 2018. ISBN 978-3826065736
- Grenzen des Ich. Die Verfassung des Subjekts in Goethes Romanen und Erzählungen. De Gruyter, Berlin, New York 2006. ISBN 9783110188615